# Henry Drummond (Schriftsteller)

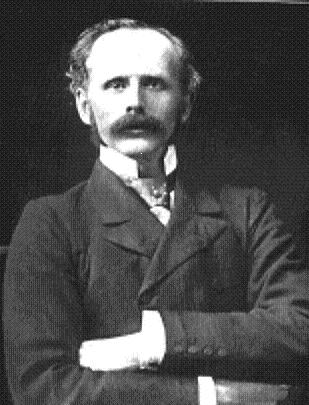
Henry Drummond (Schriftsteller)

Henry Drummond (* 17. August 1851 in Stirling; † 11. März 1897 in Tunbridge Wells, England) war ein schottischer evangelikaler Autor und Dozent.

## Leben
Henry Drummond trat nach seiner Ausbildung an der Universität Edinburgh als Naturwissenschaftler in die Free Church of Scotland ein, in der er später als ordinierter Pastor wirkte. 1877 wurde er Dozent für Naturwissenschaften am Free Church College. Mit seinem Buch Natural Law in the Spiritual World (1883) erlangte er große Popularität. Noch heute ist sein Name vor allem unter Christen sehr bekannt, und zwar wegen seines Buches Die Liebe aber ist die größte, in dem er sich mit der Bedeutung des Hohelieds der Liebe (1.Korinther 13) im Neuen Testament  beschäftigt. Das Buch, das er 1874 unter dem englischen Originaltitel The Greatest Thing in the World veröffentlichte, ist bis heute weltweit in etwa 12 Mio. Exemplaren aufgelegt worden. Der berühmte Jazz-Saxophonist John Coltrane ließ sich unter anderem durch dieses Buch zu Musik und Text seines Albums A Love Supreme inspirieren. Speziell in seinem Werk The Ascent of Man (1894) vertrat Drummond sozialdarwinistische Positionen.
1880 wurde er zum Fellow der Royal Society of Edinburgh gewählt.

## Werke (Auswahl)
- The Greatest Thing in the World, Revell Books, Grand Rapids (USA) 1981 ISBN 0-800-78018-3
- Die Liebe aber ist die größte, Gerth Medien, Asslar, 2003 ISBN 3-8943-7479-9